# زیگمارشتسل
زیگمارشتسل (به آلمانی: Sigmarszell) یک شهر در آلمان است که در لینداو واقع شده‌است. زیگمارشتسل ۲٬۷۸۹ نفر جمعیت دارد.